# M3半履帶車
M3人員運輸半履帶車是由美國、英國和其同盟於第二次世界大戰及冷戰時所用的裝甲車輛。M3大約共生產了43000輛，並在美國陸軍、美國海軍陸戰隊，以及英國和苏联紅軍中，於各個前線服役。 

## 歷史

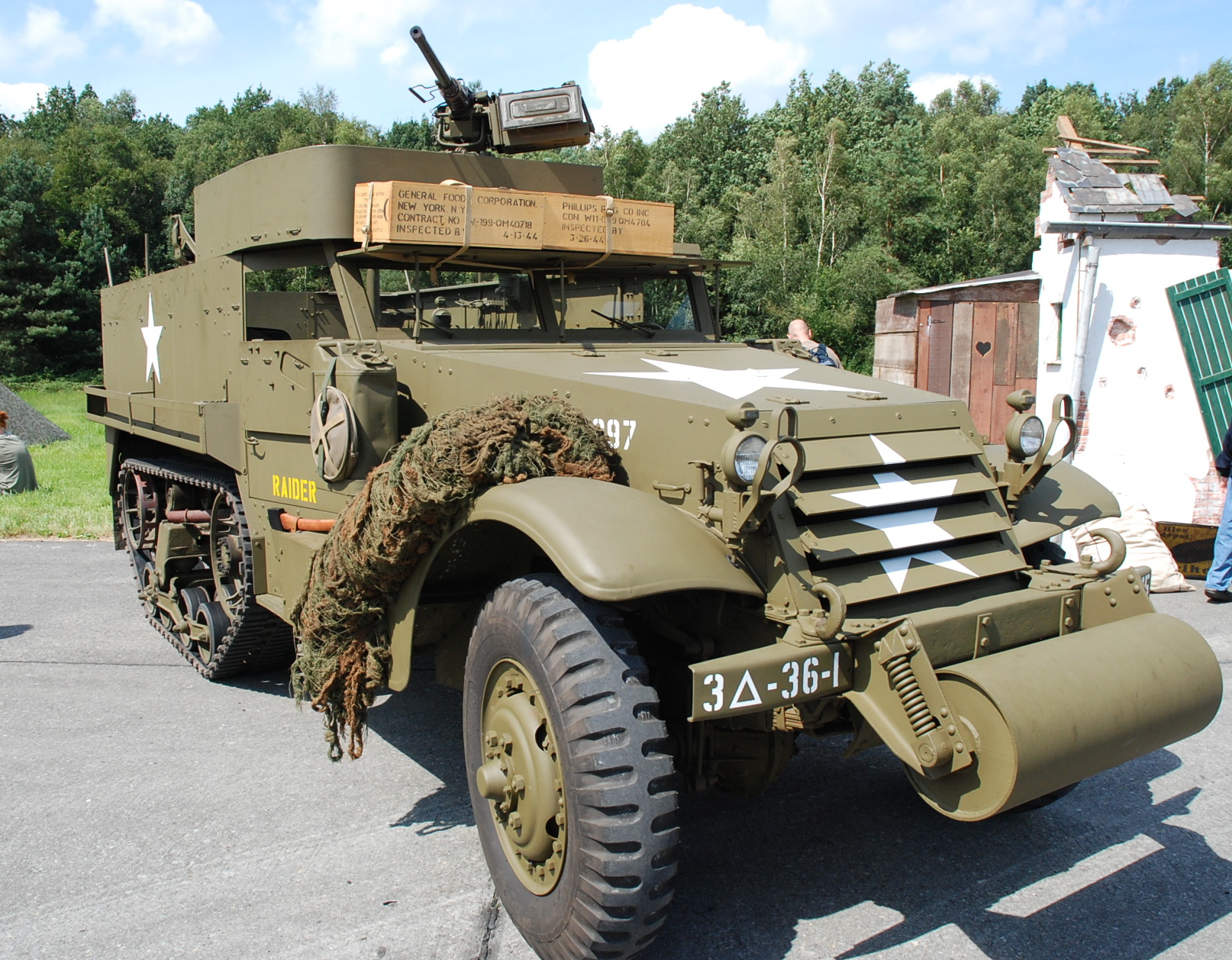
M3展示於比利時的Ursel,

在兩次大戰間，美國陸軍開始尋找增進部隊機動力的方式。軍工部門測試了法國的Citroën-Kégresse車，以評估半履帶車作為高機動性步兵用車的可能。
White Motor Company製出了一輛先導形的半履帶車，採用了自行設計的底架。M3偵察車的車體採用了儘可能多的商用組件，以提高可靠度和生產速度的設計，並於1940年標準化，由Autocar Company, Diamond T Motor Company和White Motor Company製造。
和M3對應的是M2半履帶車：M2原先是預計被用作火炮牽引車。M3有比M2更長的車體，在車尾有一個進出口，並設有可承載13人步槍班的座位。在車的兩邊設有10個座位，3個在駕駛室。在座位底下有架子，用來放彈藥及配給；在座位後方額外的架子拿來放步槍以及其他物品。在車殼外，履帶上方，設有個小架子用來放地雷。在戰鬥時，許多部隊發現到將需要額外的食物，背包，和車組人員的物品存放在車外。在戰場上M3經常外加行李架，很後期的M3設有裝置在尾部的架子，用來存放車組人員的物品。
早期型的在前座後方有個樞軸，裝設有.50口徑的白朗寧M2重機槍。之後的M3A1為.50機槍設了有裝甲保護的射擊平台，而乘員座旁架設了.30機槍。有許多M3後來改裝為M3A1的規格：車體各處都有保護，如在引擎散熱處有可調整的裝甲護窗，和防彈的擋風玻璃。
M3剛開始極不受歡迎，並被美軍戲稱為“紫心箱子”（針對因戰鬥受傷而頒發的勛章）。將領們的抱怨主要集中在M3完全沒有對上方的防護，以及它的裝甲並不足以防護機槍火力。
M3的總生產量接近41000台。在租借法案下，International Harvester公司生產了數千輛極類似的半履帶車，M5，用來供應給盟軍。

## 衍生車型

### 裝甲運兵車
裝甲車型，備有一挺白朗寧M2重機槍做為防衛武器。

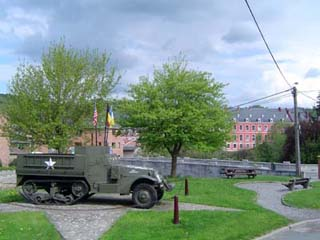
M3A1人員載具，展示於比利時。

### 自走砲
驅逐戰車型主武器為一門QF 6磅砲，自走砲型主武器則為一門M1897式75mm野戰炮、M116榴彈炮或M101榴彈砲。

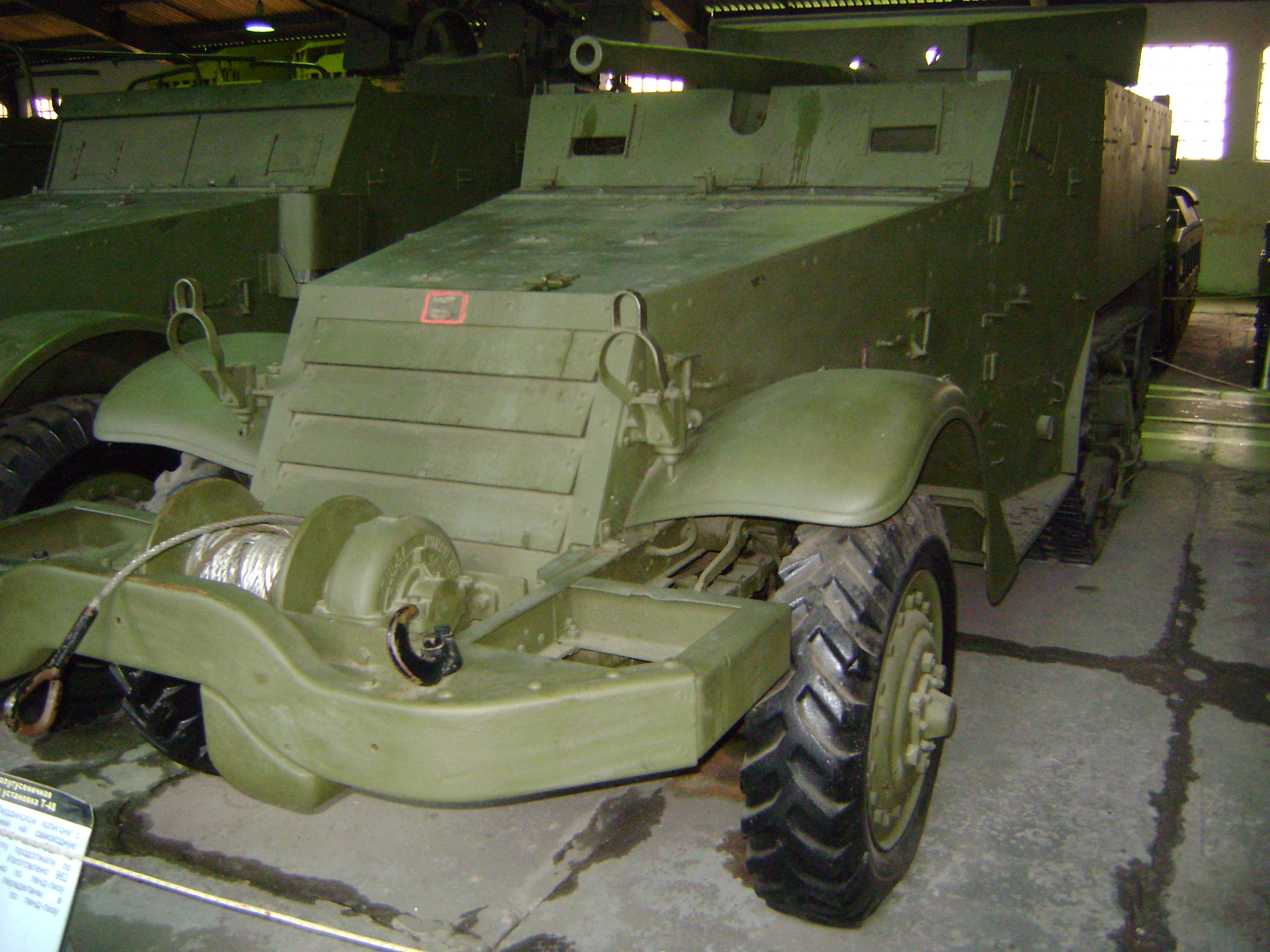
T48 57毫米自行反戰車砲車，展示於庫賓卡戰車博物館。

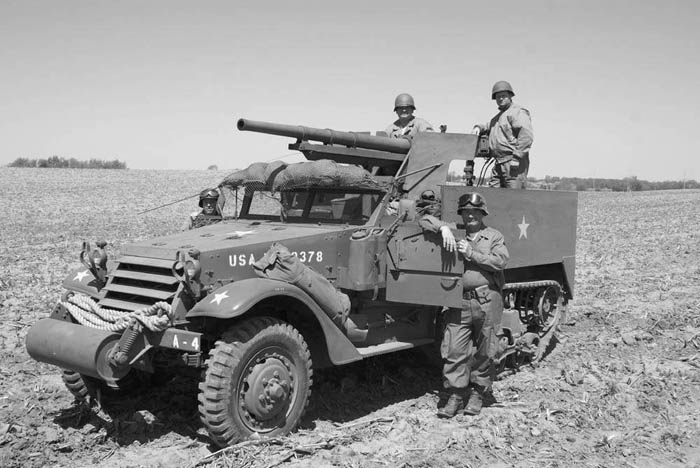
M3 75毫米自走砲。

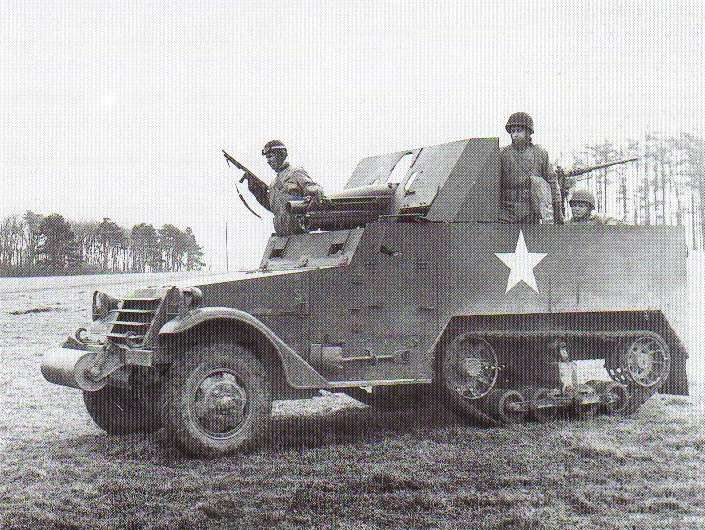
T30自走榴彈砲。

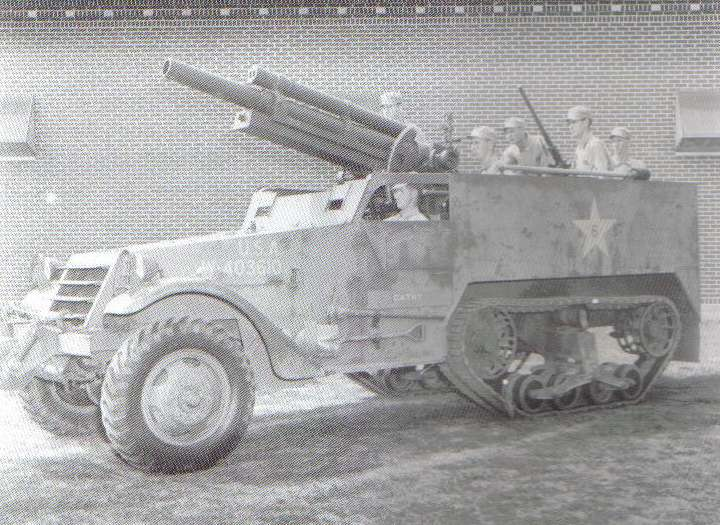
T19 105毫米自走砲。

### 防空車型

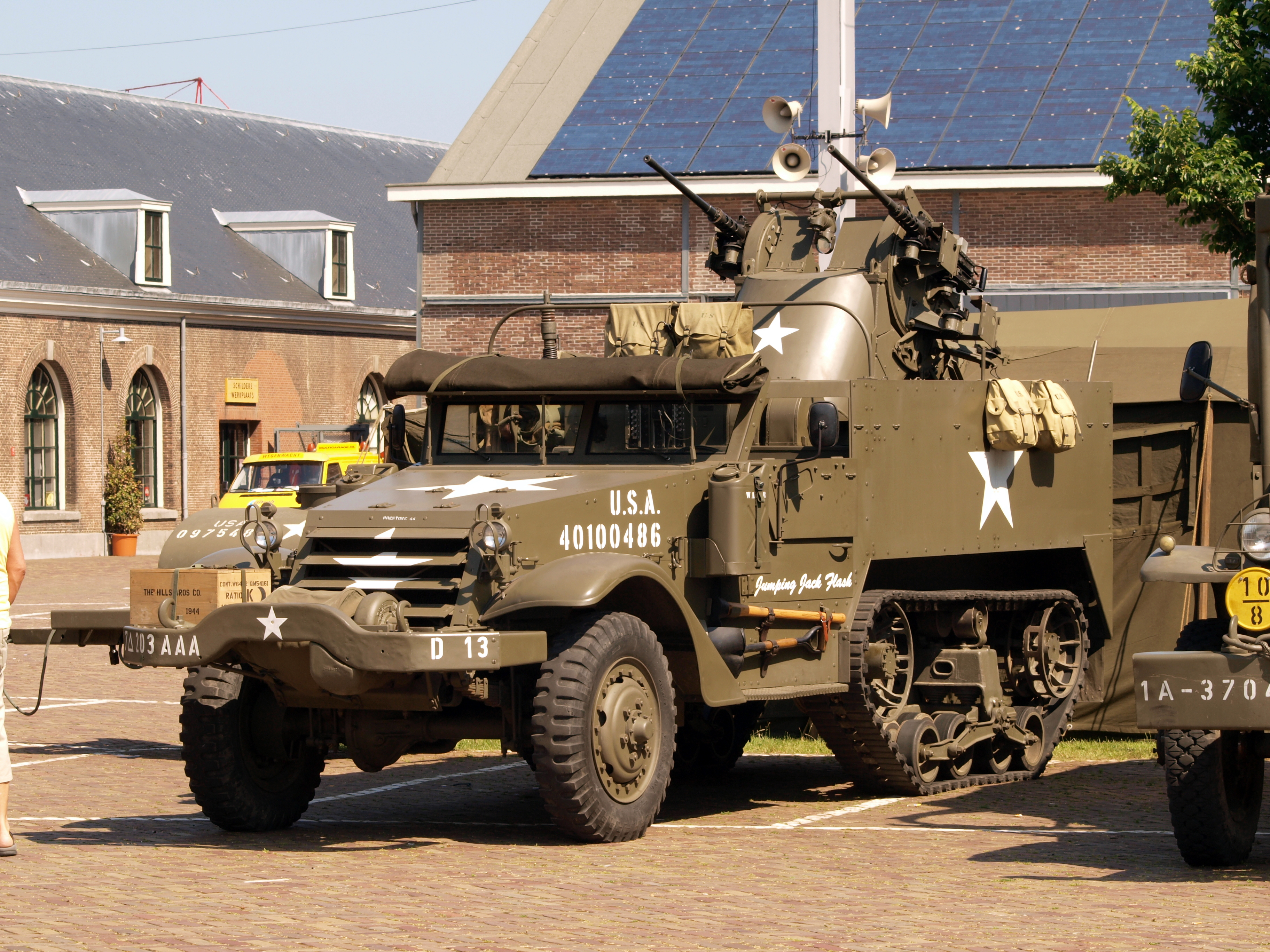
M13 MGMC。

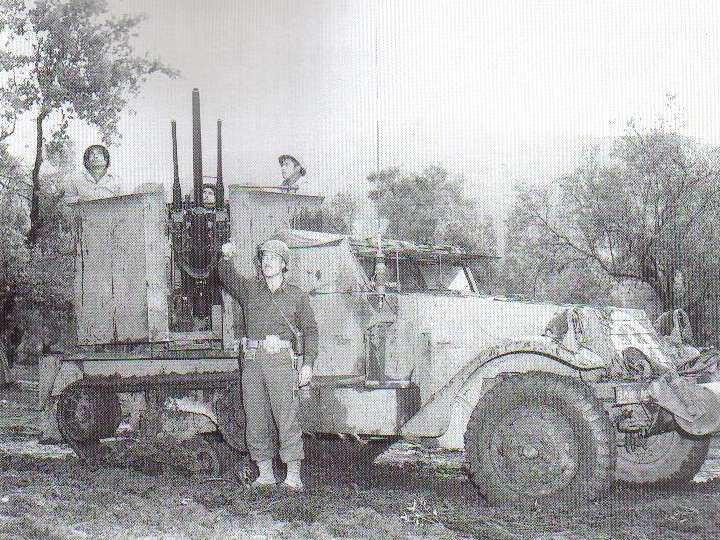
M15 MGMC。

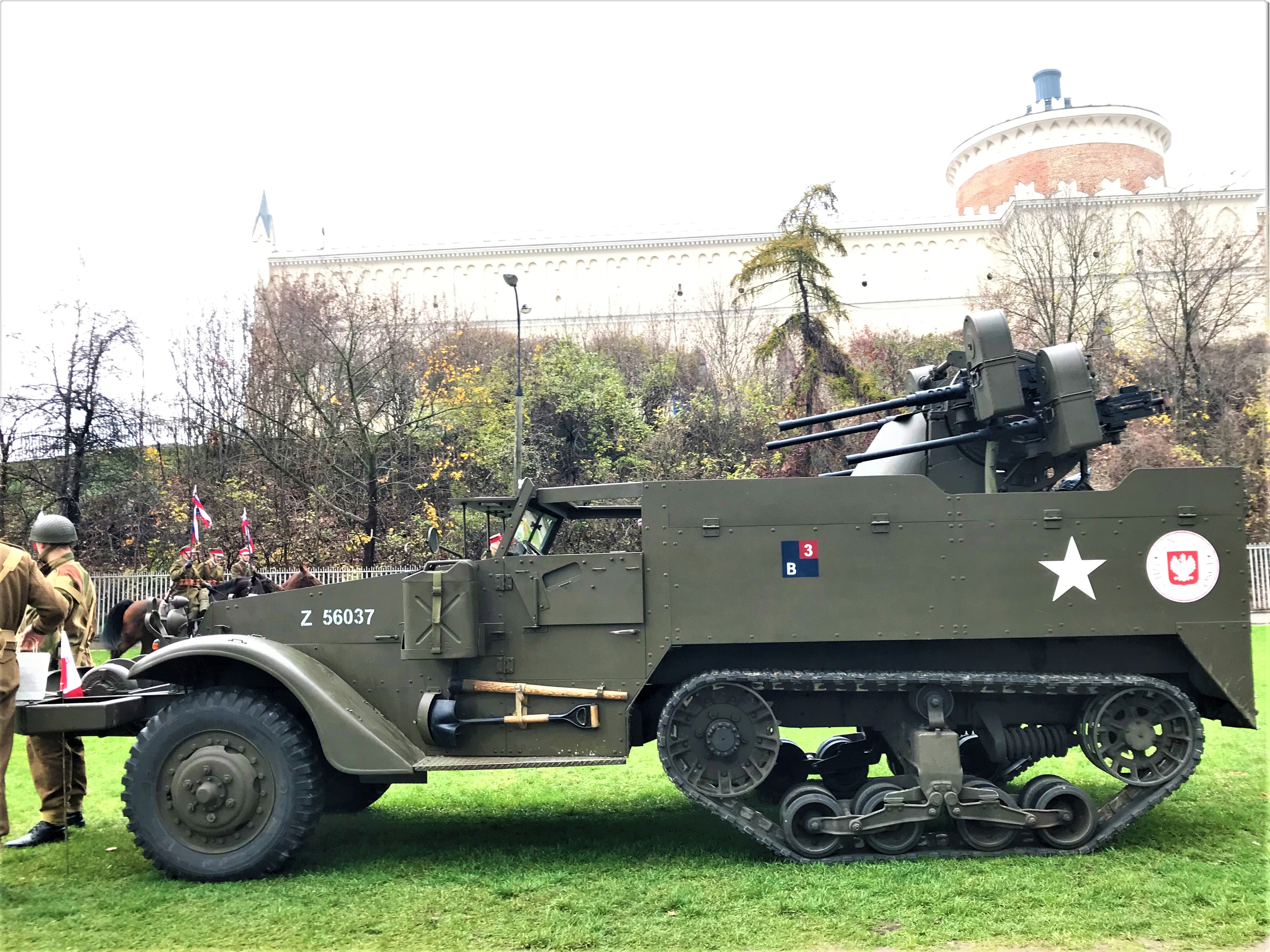
M16 MGMC。

自行防空武器型，共有三款，分別是M13 MGMC、M15 MGMC和M16 MGMC，主武器為一座備有四聯裝白朗寧M2重機槍的M45防空機槍塔，但M13 MGMC只備有雙聯裝白朗寧M2重機槍，M15則加裝M1 37毫米高射炮。

## 戰後以色列車型

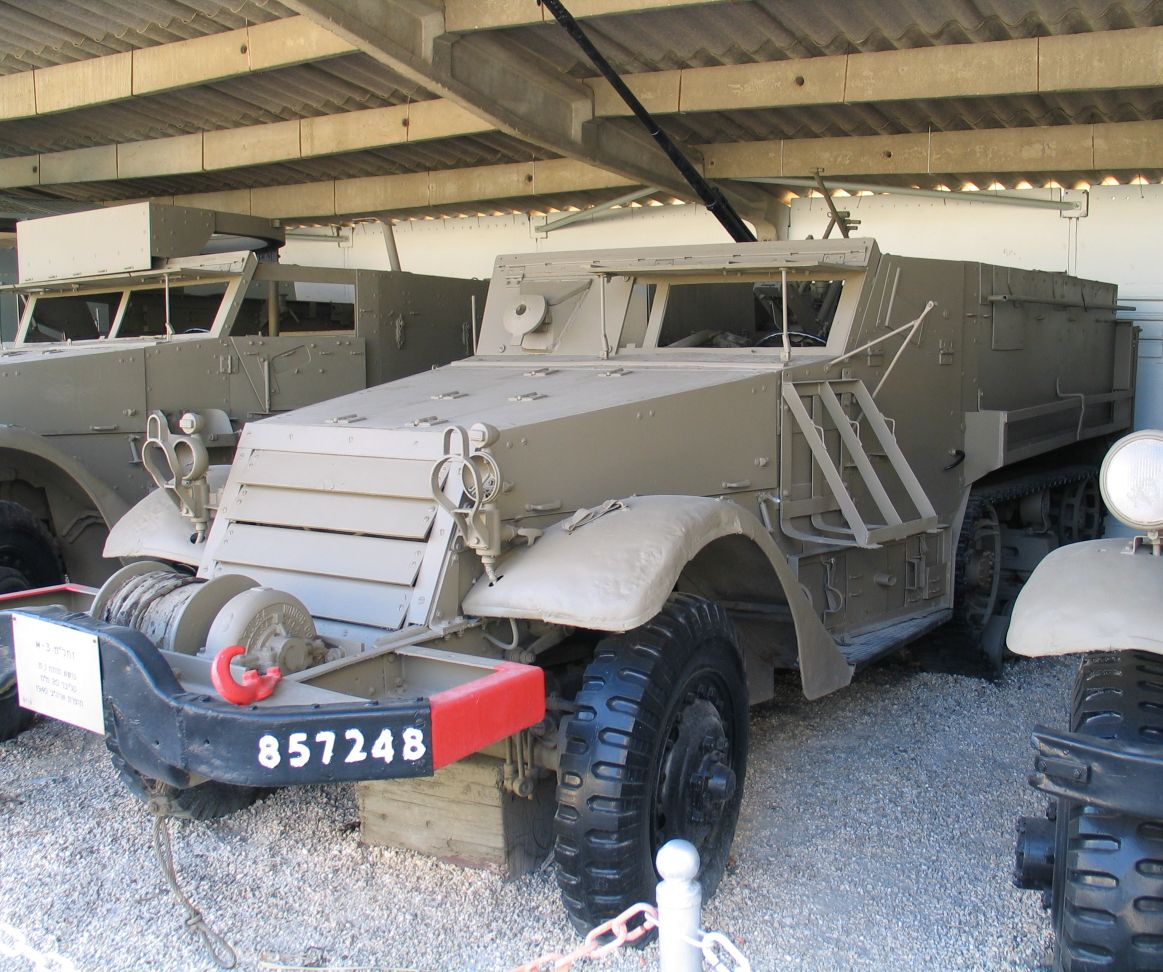
以色列改裝的M3，裝有厄利孔20毫米機砲。

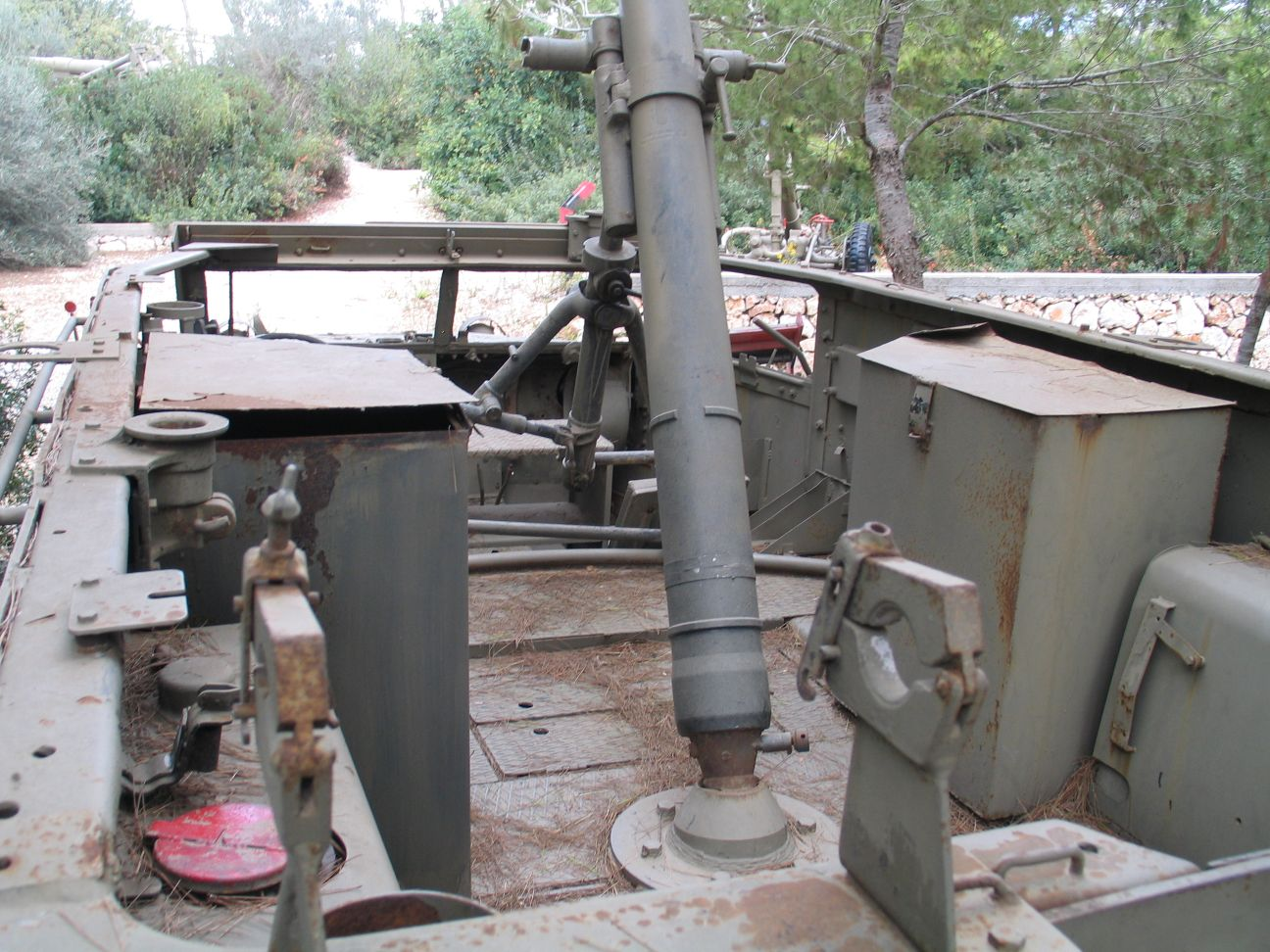
120-мм самоходный миномёт на базе M3

- M3 Mk. A - M5 APC裝甲運兵車，使用RED-450發動機。
- M3 Mk. B - M5 指揮車，裝有M2重機槍。
- M3 Mk. C - 迫擊砲車，使用懷特160AX發動機。
- M3 Mk. D - 120mm 迫擊砲車，60年代退役。
- M3 TCM-20 -火力車，裝有TCM-20 雙管20mm機砲，可以搭載一個反戰車飛彈步兵班。

## 流行文化
- 在1965年拍攝的二戰電影坦克大決戰，當中以M3半履帶車去扮演同為半履帶車的德軍SdKfz 251半履帶車。
- 在2002年推出的電腦遊戲戰地風雲1942，當中選擇做盟軍士兵的玩家可以使用M3半履帶車。
- 在電腦遊戲英雄连中，玩家可以生产使用M3半履帶車。
- 電腦遊戲《heros and generals》中作為步兵可用載具，配以12.7mm白朗寧M2重機槍。
- 手機遊戲《Road to valor-WWII》（勇猛之路-二戰）中可作為美軍步兵部署用載具，另有衍生型可作為反步兵以及防空車輛的M16防空車。
- 電腦遊戲《戰爭雷霆》中作為美國一階和二階防空車，型號為M13 MGMC和M16 MGMC，M13武器為12.7mm M2重機槍，M13有兩挺，M16有四挺，以色列線的M3為四階反坦克飛彈裝甲車。

## 參照
- Sd.Kfz. 251

## 引文
1. 1 2  Berndt, Thomas. Standard Catalog of U.S. Military Vehicles (Krause Publications, 1993), p.152.
2. 1 2 3 4 5  Berndt, p.152.
3. 1 2  Zaloga, p.8.

## 外部連結
- AFV Database（页面存档备份，存于）
- Half-track Gets Farm Job（页面存档备份，存于）
- WWII Vehicles - US Half tracks
- US half-tracks photo gallery at ww2photo.mimerswell.com（页面存档备份，存于）
- FM 17-71: Crew Drill for Half-Track Vehicles（页面存档备份，存于）
- （法文） The various versions of Israeli Half-track（页面存档备份，存于）

(Armored Command Field Manual, War Department, September 1943)